# Paya
El paya o pech és un idioma directament relacionat amb la família de llengües txibtxa, parlat pels indígenes pech, a Hondures nord-oriental.

## Distribució
La majoria dels parlants paya es troben al departament d'Olancho (uns 600): a les comunitats de Vallecito (120 habitants), Pueblo Nuevo Subirana o Kahã Wayka (150 habitants, Agua Zarca, Caluco, Pisijiere, Jocomico i Culme, del municipi de Dulce Nombre de Culmí; i a la comunitat de Santa María del Carbón (300 habitants) a San Esteban. També hi ha alguns parlants al municipi de Brus Laguna, departament de Gracias a Dios, en la comunitat de Las Marias o Baltituk, fins al riu Patuca. Sobreviu la petita comunitat Silin, a Trujillo, departament de Colón.

## Característiques
El paya és una llengua tonal amb 16 consonants i 10 vocals. Presenta dos tons, un alt i un baix. Vocales del contrast de la longitud i la nasalització.
L'ordre de l'oració és Subjecte-Objecte-Verb. És un llenguatge sintètic que es fa servir principalment sufixs, prefixs, i a més apofonia vocàlica i reduplicació.